# Quirin Ágnes
Quirin Ágnes (Budapest, 1970. május 20.– ) magyar képzőművész, könyvillusztrátor, animációsfilm-rendező, oktató.

## Élete
Érettségi után a Budapesti Műszaki Egyetem Építészeti Karára iratkozott be, ahol 1988-tól 1990-ig folytatott tanulmányokat, majd a Magyar Iparművészeti Főiskola hallgatója lett, ahol 1997-ben diplomázott vizuális kommunikáció szakirányon, mint grafikus tervező művész.
1993-tól 2003-ig több csoportos és önálló grafikai kiállításon vett részt, többek között az 1996-ban Bolognában tartott Meseillusztrációs Biennálén, 2000-ben a Fiatal Iparművészek Stúdiója Egyesület „Álom” című vándorkiállításán, 2001-ben az Óbudai Pincegalériában tartott „Nihil Nirvánában”című tárlaton, 2003-ban a Majori Galéria „Kísérletezőkönyv” című kiállításán, a Zsennyei Alkotóház jubileumi kiállításán, a szombathelyi képtárban és máshol.
2000-ben elnyerte a Coca-Cola szakmai storyboard pályázatának fődíját. 2004-ben Pálfi Zsolt Kicsianna című animációs filmjének háttereit készítette. Két évvel később Pálfi Zsolt Jelek című animációs filmjéhez tervezte meg és kivitelezte a háttereket. Ugyanabban az évben a Nyakashegyi történetek című animációs gyerekfilmsorozat első részeinek (A kiköltözés, Kedves szomszédok, Kecskesereg) rendezője és gyártója volt, valamint még szintén ugyanabban az évben Andrew Vajna Szabadság, szerelem című mozifilmjének storyboardját készíthette el.
2007-től a zsámbéki Premontrei Keresztelő Szent János Általános Iskola, Gimnázium és Alapfokú Művészetoktatási Intézmény média- és tervezőgrafika tanára lett. 2008-ban Lakatos Róbert Bahrtalo című filmjéhez készített képregényeket Pálfi Zsolttal közösen. 2010-től a Színház és Film Intézet kreatív tárgyalkotás és filmkép tanárává is kinevezték. 2010-ben a Sorsturkáló című animációs film képes forgatókönyvét készíthette el, 2011-ben pedig Bodó Béla: Brumi Mackóvárosban című mesekönyvét illusztrálta. 2015-ben Pálfi Zsolttal együtt Az éjszakám a nappalod című magyar film storyboardjának készítője volt.